# Paspalum clavuliferum
Paspalum clavuliferum är en gräsart som beskrevs av Charles Wright. Paspalum clavuliferum ingår i släktet tvillinghirser, och familjen gräs. Inga underarter finns listade i Catalogue of Life.